# 羽衣国際大学の人物一覧
羽衣国際大学の人物一覧（はごろもこくさいだいがくのじんぶついちらん）は、羽衣国際大学に関係する人物の一覧記事。

## 著名な教職員
- 桂文枝（旧芸名 桂三枝） - 元学術文化顧問
- 川淵三郎 - 学術文化顧問
- 斎藤努 - 教授、元毎日放送アナウンサー・名誉教授
- 佐々木美絵 - 客員教授、元毎日放送アナウンサー、『アップダウンクイズ』出題者
- 竹之内雅史 - 2005年度より野球部（近畿学生野球連盟）監督、2010年秋より総監督。
- にしゃんた - 現代社会学部教授、タレント、講演家
- 藤本義一 （故人）- 元学術文化顧問
- 森山浩行 - 元客員助教授、元関西テレビ放送記者・大阪府議会議員
- 山田浩之 - 元学長（2002年-2006年）、経済学者、名誉教授

## OB・OG
- 新竹優子 - 体操選手（北京五輪・ロンドン五輪代表）